# Кугушень
 Кугуше́нь (мар. Кугушен) — село в Сернурском районе Республики Марий Эл. Входит в состав Зашижемского сельского поселения.

## География
Находится в восточной части республики Марий Эл на расстоянии приблизительно 22 км по прямой на восток-северо-восток от районного центра посёлка Сернур.

## История
Известна с 1896 года, когда здесь построили деревянную церковь во имя Косьмы и Дамиана. Вскоре она сгорела, но вновь построенная каменная была при Советской власти закрыта и разобрана на кирпичи. Входила в состав Косолаповской волости Уржумского уезда. В 1941 году в 93 хозяйствах проживали 435 человек, русские и мари. В 1975 году насчитывалось 83 хозяйства, 312 жителей. В 1980 году были закрыты ферма и телятник. В 1988 году в 62 домах проживали 168 человек. В 2005 году 54 двора. В советское время работал колхоз «Ильич».

## Население
Население составляло 155 человек (мари 81 %) в 2002 году, 186 в 2010.